# XD-Picture Card
xD Picture Card е стандарт за флаш карти разработен от Olympus и FujiFilm. Картите са пуснати на пазара през юли 2002 г. За кратко към стандарта се присъединява и Kodak, но впоследствие възприема по-разпространения стандарт Secure Digital (SD). Картите се характеризират с несъвместимостта си с друг тип устройства и се използват само в устройства (предимно цифрови фотоапарати) на фирмите, който държат стандарта. Към средата на 2006 г. максималният капацитет на xD картите е 2 GB. Има няколко типа в зависимост от скоростта на трансфер – Type M е по-бавната, а Type H по-бързата карта. Повечето четци за памети на USB поддържат xD стандарта. Характерно за xD картите на Olympus e наличието на функция „Панорама“ при която фотоапарата „слепва“ няколко кадъра за да се получи панорамна снимка. Това е възможно само при използването на карти с означение Panorama.